# 岩橋さき
岩橋 さき（いわはし さき、2000年（平成12年）7月5日 - ）は、日本の元歌手、元女性アイドル。女性アイドルグループ「chuLa」の元メンバー。旧芸名は夏目みさき。

## 経歴

### 2017年
- 5月7日、女性アイドルグループ「chuLa」のメンバーとしてデビュー。

### 2019年
- 7月19日、自身初の写真集『MISAKI NATSUME』を発売[1]。
- 11月30日、「chuLa」から卒業[2]。

### 2020年
- 3月14日、芸名を「夏目みさき」から本名である「岩橋さき」へ改名[3]。

### 2023年
- 1月31日、この日をもって芸能活動を引退する事を自身のSNSで発表[4]。

## 人物
趣味は、一人で買い物。
特技は、縄跳び、人間観察。
伸びのある力強い歌声と、対照的なキャラクターで人気を伸ばしており、SNSフォロワー総数は25万人にも上る。 
ファーストシングル「わたしもっと強くなりたい」は、弱冠16歳で出産発表をし、「JC・JK流行語大賞2020」ヒト部門のTOP5にもランクインした「重川茉弥（まやりん）」ドキュメンタリーのテーマソングに起用。そのMVは1週間で50万再生を突破。

## 作品
配信限定シングル
- 2020年11月1日 -「わたしもっと強くなりたい」
- 2020年11月15日 -「僕をみて笑わせない」
- 2021年1月13日 -「激流」
- 2021年5月12日 -「激流Alternative version」
- 2021年11月12日 -「H？NT」[6]
- 2022年4月18日 -「コンコンダンス」
- 2022年11月2日 - 「深海」

配信限定アルバム
- 2022年11月25日 - 「IWAHASHI SAKI」

## 写真集
- MISAKI NATSUME（2019年7月19日、アイドルヴィレッジ）ISBN 978-4909837288[7][8]